# Anton Schindler

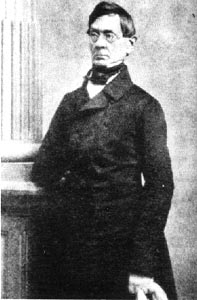
Anton Schindler

Anton Felix Schindler (* 13. Juni 1795 in Meedl/Mähren (heute Medlov u Uničova); † 16. Januar 1864 in Bockenheim) war ein österreichischer Musiker und Musikschriftsteller.

## Leben
Schindler war der Sohn von Joseph Schindler, „Direktion-Adjunkt der Kaiserlich-Königlich-Hauptschule zu Mährisch-Neustadt“, aus dessen Ehe mit Susanna geb. Krestin.
Er besuchte das Gymnasium in Olmütz und studierte ab Herbst 1813 Jura und Philosophie an der Universität Wien. 1817 übernahm er eine Anstellung in der Kanzlei des Rechtsanwalts Johann Baptist Bach, der 1819 Beethovens Rechtsbeistand wurde. Ab 1822 war Schindler erster Violinist und Orchesterdirektor am Theater in der Josefstadt, von 1825 bis 1827 in gleicher Funktion am Kärntnertor-Theater. Von Herbst 1827 bis Frühjahr 1829 lebte er mit seiner Schwester in Pest, war dann ab 1832 als Musikdirektor in Münster und von 1835 bis 1840 sowohl als Musikdirektor des Aachener Sinfonieorchesters als auch als Stiftskapellmeister am Aachener Dom tätig. 1841/42 hielt er sich in Paris auf, 1843 in Berlin, und lebte ab 1848 in Frankfurt am Main und in Bockenheim.
Schindlers Nachruhm gründet sich vor allem auf seine Bekanntschaft mit Ludwig van Beethoven. Er lernte ihn im Herbst 1822 kennen und übernahm für ihn Sekretärsdienste. Er wurde zugleich der erste Biograph des Komponisten. Seine Beethoven-Biografie wurde 1840 veröffentlicht und 1860 erweitert. Sie gilt als sehr unzuverlässig, da Schindler sich gern selbst in den Mittelpunkt stellt. Seine Behauptung, er sei Beethovens Freund gewesen, lässt sich zudem kaum mit den Tatsachen in Übereinstimmung bringen. Um sie zu untermauern, schreckte er nicht davor zurück, nachträgliche Eintragungen in Beethovens Konversationsheften vorzunehmen und andere Dokumente zu fälschen.
Darüber hinaus verfasste Schindler mehrere Kompositionen, darunter Lieder, Klavierwerke, ein Streichquartett und zwei Messen für Chor und Orchester. Großen Erfolg hatte namentlich seine Messe Nr. 1 in d-Moll, die im Dezember 1837 in Aachen zur Uraufführung gelangte. Der Aachener Korrespondent der Berlinischen Nachrichten meldete:

„Aachen. Eine neue große Messe von dem Concertmeister Schindler, bei deren Aufführung sämmtliche Musiker und Musikfreunde mitwirkten, hat hier große Sensation gemacht, namentlich das Credo, das allgemein bewundert wurde.“

Eine weitere Aufführung folgte am 4. November 1839 in der Wiener Karlskirche. Schindler widmete die Messe Papst Gregor XVI., der die Widmung noch vor der Wiener Aufführung annahm. In einem Bericht aus Düsseldorf heißt es im November 1839:

„(Düsseldorf.) Der Papst hat die Dedication einer Messe unsers Musikdirectors Schindler angenommen, und der Director der päpstlichen Capelle soll den Meister ersucht haben, noch eine zweyte von ihm componirte Messe nach Rom zu senden.“

In der damaligen Presse erregte dies große Beachtung, weil „noch niemals das Werk eines deutschen Componisten in der Peterskirche in Rom ausgeführt wurde.“ Ob Giuseppe Baini, der Kapellmeister der päpstlichen Kapelle, Schindlers Messe tatsächlich im Petersdom aufführte, ist nicht bekannt.

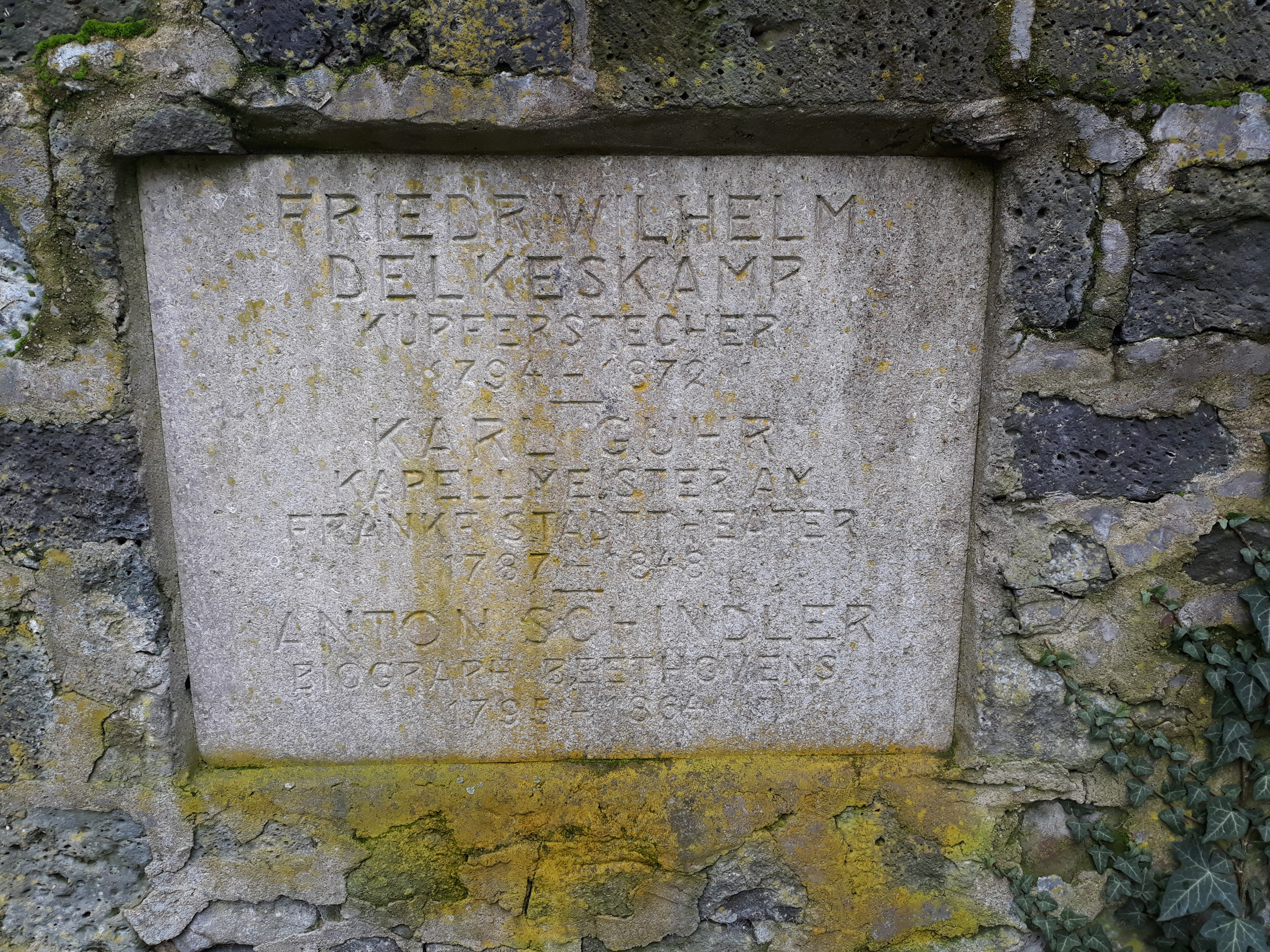
"Biograph Beethovens": Gedenktafel für das Grab Schindlers auf dem Alten Friedhof Bockenheim in Frankfurt am Main.

## Bücher
- Biographie von Ludwig van Beethoven. Mit dem Portrait Beethovens und 2 Facsimiles, Münster: Aschendorff 1840 (Volltext in der Google-Buchsuche)
- Beethoven in Paris, nebst anderen den unsterblichen Tondichter betreffenden Mittheilungen und einem Facsimile von Beethoven's Handschrift. Ein Nachtrag zur Biographie Beethoven's, Münster: Aschendorff 1842
- Biographie von Ludwig van Beethoven. Zweite, mit zwei Nachträgen vermehrte Ausgabe, Münster: Aschendorff 1845 (Digitalisat)
- Biographie von Ludwig van Beethoven, 3., neu bearbeitete und vermehrte Aufl., 2 Bände, Münster: Aschendorff 1860 (Digitalisat);(Volltext in der Google-Buchsuche)
- Marta Becker (Hrsg.), Anton Schindler, der Freund Beethovens. Sein Tagebuch aus den Jahren 1841–43, Frankfurt/M. 1939

## Musikalische Werke (Auswahl)
Im Druck erschienen folgende Werke:
- Lieder und Gesänge für Gesang und Klavier, gewidmet Laura Iven geb. von St. Aubin, Bonn: F. J. Mompour, Oktober 1838 (= 1. Liederheft)
  - Liebeswahnsinn („Die Nacht ist graus“) – Warum? („Ich kenn’ ein Aug’, das Alles spricht“) – An die heilige Jungfrau („O heil’ge Jungfrau keusch und rein“) – Wohl und Weh („Im Schatten der Bäume“) – Die Liebe („Welche Freude schlägt und hallet“) – Verlornes („Schade ist’s um jede Blüthe“)
- Wanderlieder in neun Situationen von Adolf Schwarz, gewidmet Therese von Sartorius geb. Freiin von Eynatten, Bonn: F. J. Mompour, Dezember 1838 (= 2. Liederheft)
  - Abschied („Der Morgen graut“) – Wohin? („Wohin, wohin die Schritte lenken“) – Sonnenaufgang („Die Sonne will sich erheben“) – Im Walde („Im Walde unter der Eiche“) – Abschied („Die Sonne legt sich nun zur Ruh“) – Der Sturm („Der Sturm heult durch den Wald“) – Einladung („Komm müder Wandrer“) – Beim Wiedersehn des Rheins („Ihr rebenumwundenen Hügel“) – Dort an dem Wasserfalle
- Lieder und Gesänge für Gesang und Klavier, gewidmet Angelica Lueder, Bonn: F. J. Mompour, Mai 1839 (= 3. Liederheft)
  - Oft in stiller Mitternacht – Sänger’s Glück („In die Saiten greif’ ich kühn“) – Ihr Auge („Einen schlimmen Weg ging gestern ich“) – Der Lockende („Willst kommen zur Laube“) – Liebe und Treue. Ariette („Mein Herz ist schwer“) – Bescheidener Wunsch („Hätt’ ich, was ich oft verlangte“)

Daneben besitzt das Beethoven-Haus in Bonn die Handschriften einiger Werke:
- Streichquartett d-Moll, 1822 (BH 261)
- Sonate d-Moll/F-Dur für Klavier, 1833 (BH 263)
- Messe Nr. 1 d-Moll für vierstimmigen gemischten Chor und Orchester, 1824/26 (Kyrie, Gloria und Credo) und 1836/37 (Sanctus, Benedictus, Agnus dei und Donna nobis pacem sowie neues Gloria) (BH 264 a und BH 264 b)
- Messe Nr. 2 Es-Dur für vierstimmigen gemischten Chor und Orchester, 1836/37 (BH 265)